# Premier League 2018/2019
Soutěžní ročník Premier League 2018/19 byl 27. ročníkem Premier League, tedy anglické nejvyšší fotbalové ligy. Soutěž byla započata 10. srpna 2018 a poslední kolo se odehrálo 12. května 2019. Titul z předchozí sezóny držel Manchester City, který vyhrál i ročník 2018/19, když dokázali titul obhájit a získali již svůj 4 titul v éře Premier League. Jistotu ligového prvenství získali až v posledním kole; v sezóně získali 98 bodů a druhý Liverpool měl o jeden bod méně.

## Složení ligy v ročníku 2018/19
Soutěže se již tradičně účastnilo 20 celků. K prvním sedmnácti z minulého ročníku se připojili nováčci Wolverhampton Wanderers a Cardiff City, kteří si účast zajistili již v základní části předcházejícího ročníku EFL Championship, a Fulham, který si účast vybojoval vítězstvím v play off. Opačným směrem putovala mužstva Swansea City, Stoke City a West Bromwiche.
| Klub                    | 2017/18          | Město               | Stadión                   |
| ----------------------- | ---------------- | ------------------- | ------------------------- |
| Manchester City         | Zlatá medaile    | Manchester          | Etihad Stadium            |
| Manchester United       | Stříbrná medaile | Manchester          | Old Trafford              |
| Tottenham Hotspur       | Bronzová medaile | Londýn              | Wembley Stadium           |
| Tottenham Hotspur       | Bronzová medaile | Londýn              | Tottenham Hotspur Stadium |
| Liverpool               | 4.               | Liverpool           | Anfield                   |
| Chelsea                 | 5.               | Londýn              | Stamford Bridge           |
| Arsenal                 | 6.               | Londýn              | Emirates Stadium          |
| Burnley                 | 7.               | Burnley             | Turf Moor                 |
| Everton                 | 8.               | Liverpool           | Goodison Park             |
| Leicester City          | 9.               | Leicester           | King Power Stadium        |
| Newcastle United        | 10.              | Newcastle upon Tyne | St James' Park            |
| Crystal Palace          | 11.              | Londýn              | Selhurst Park             |
| Bournemouth             | 12.              | Bournemouth         | Dean Court                |
| West Ham United         | 13.              | Londýn              | London Stadium            |
| Watford                 | 14.              | Watford             | Vicarage Road             |
| Brighton & Hove Albion  | 15.              | Brighton            | Falmer Stadium            |
| Huddersfield Town       | 16.              | Huddersfield        | Kirklees Stadium          |
| Southampton             | 17.              | Southampton         | St Mary's Stadium         |
| Wolverhampton Wanderers | Championship     | Wolverhampton       | Molineux Stadium          |
| Cardiff City            | Championship     | Cardiff             | Cardiff City Stadium      |
| Fulham                  | Championship     | Londýn              | Craven Cottage            |

### Realizační týmy a dresy
| Klub                    | Trenér              | Kapitán               | Výrobce dresu | Sponzor dresu (hrudník) | Sponzor dresu (rukáv) |
| ----------------------- | ------------------- | --------------------- | ------------- | ----------------------- | --------------------- |
| Arsenal                 | Unai Emery          | Laurent Koscielny     | Puma          | Fly Emirates            | Visit Rwanda          |
| Bournemouth             | Eddie Howe          | Simon Francis         | Umbro         | M88                     | Mansion Group         |
| Brighton & Hove Albion  | Chris Hughton       | Bruno                 | Nike          | American Express        | JD                    |
| Burnley                 | Sean Dyche          | Tom Heaton            | Puma          | LaBa360                 | AstroPay              |
| Cardiff City            | Neil Warnock        | Sean Morrison         | Adidas        | Tourism Malaysia        | JD                    |
| Chelsea                 | Maurizio Sarri      | Gary Cahill           | Nike          | Yokohama Tyres          | Hyundai               |
| Crystal Palace          | Roy Hodgson         | Luka Milivojević      | Puma          | ManBetX                 | Dongqiudi             |
| Everton                 | Marco Silva         | Phil Jagielka         | Umbro         | SportPesa               | Angry Birds           |
| Fulham                  | Scott Parker        | Tom Cairney           | Adidas        | Dafabet                 | ICM                   |
| Huddersfield Town       | Jan Siewert         | Tommy Smith           | Umbro         | OPE Sports              | Leisu Sports          |
| Leicester City          | Brendan Rodgers     | Wes Morgan            | Adidas        | King Power              | Bia Saigon            |
| Liverpool               | Jürgen Klopp        | Jordan Henderson      | New Balance   | Standard Chartered      | Western Union         |
| Manchester City         | Pep Guardiola       | Vincent Kompany       | Nike          | Etihad Airways          | Nexen Tire            |
| Manchester United       | Ole Gunnar Solskjær | Antonio Valencia      | Adidas        | Chevrolet               | Kohler                |
| Newcastle United        | Rafael Benítez      | Jamaal Lascelles      | Puma          | Fun88                   | –                     |
| Southampton             | Ralph Hasenhüttl    | Pierre-Emile Højbjerg | Under Armour  | Virgin Media            | Virgin Media          |
| Tottenham Hotspur       | Mauricio Pochettino | Hugo Lloris           | Nike          | AIA                     |                       |
| Watford                 | Javi Gracia         | Troy Deeney           | Adidas        | FxPro                   | MoPlay                |
| West Ham United         | Manuel Pellegrini   | Mark Noble            | Umbro         | Betway                  | Basset & Gold         |
| Wolverhampton Wanderers | Nuno Espírito Santo | Conor Coady           | Adidas        | W88                     | CoinDeal              |

### Trenérské změny
| Klub              | Odcházející trenér | Důvod odchodu   | Datum odchodu      | Pozice v tabulce | Příchozí trenér     | Datum příchodu     |
| ----------------- | ------------------ | --------------- | ------------------ | ---------------- | ------------------- | ------------------ |
| Arsenal           | Arsène Wenger      | Rezignace       | 13. května 2018    | Před sezonou     | Unai Emery          | 23. května 2018    |
| Everton           | Sam Allardyce      | Vyhozen         | 16. května 2018    | Před sezonou     | Marco Silva         | 31. května 2018    |
| West Ham United   | David Moyes        | Konec smlouvy   | 16. května 2018    | Před sezonou     | Manuel Pellegrini   | 22. května 2018    |
| Chelsea           | Antonio Conte      | Vyhozen         | 13. července 2018  | Před sezonou     | Maurizio Sarri      | 14. července 2018  |
| Fulham            | Slaviša Jokanović  | Vyhozen         | 14. listopadu 2018 | 20. místo        | Claudio Ranieri     | 14. listopadu 2018 |
| Southampton       | Mark Hughes        | Vyhozen         | 3. prosince 2018   | 18. místo        | Ralph Hasenhüttl    | 5. prosince 2018   |
| Manchester United | José Mourinho      | Vyhozen         | 18. prosince 2018  | 6. místo         | Ole Gunnar Solskjær | 19. prosince 2018  |
| Huddersfield Town | David Wagner       | Vzájemná dohoda | 14. ledna 2019     | 20. místo        | Jan Siewert         | 21. ledna 2019     |
| Leicester City    | Claude Puel        | Vyhozen         | 24. února 2019     | 12. místo        | Brendan Rodgers     | 26. února 2019     |
| Fulham            | Claudio Ranieri    | Vyhozen         | 28. února 2019     | 19. místo        | Scott Parker        | 28. února 2019     |

## Tabulka
| Poř. | Tým                     | Z  | V  | R  | P  | VG | OG | B  |
| ---- | ----------------------- | -- | -- | -- | -- | -- | -- | -- |
| 1.   | Manchester City (C)     | 38 | 32 | 2  | 4  | 95 | 23 | 98 |
| 2.   | Liverpool               | 38 | 30 | 7  | 1  | 89 | 22 | 97 |
| 3.   | Chelsea                 | 38 | 21 | 9  | 8  | 63 | 39 | 72 |
| 4.   | Tottenham Hotspur       | 38 | 23 | 2  | 13 | 67 | 39 | 71 |
| 5.   | Arsenal                 | 38 | 21 | 7  | 10 | 73 | 51 | 70 |
| 6.   | Manchester United       | 38 | 19 | 9  | 10 | 65 | 54 | 66 |
| 7.   | Wolverhampton Wanderers | 38 | 16 | 9  | 13 | 47 | 46 | 57 |
| 8.   | Everton                 | 38 | 15 | 9  | 14 | 54 | 46 | 54 |
| 9.   | Leicester City          | 38 | 15 | 7  | 16 | 51 | 48 | 52 |
| 10.  | West Ham United         | 38 | 15 | 7  | 16 | 52 | 55 | 52 |
| 11.  | Watford                 | 38 | 14 | 8  | 16 | 52 | 59 | 50 |
| 12.  | Crystal Palace          | 38 | 14 | 7  | 17 | 51 | 53 | 49 |
| 13.  | Newcastle United        | 38 | 12 | 9  | 17 | 42 | 48 | 45 |
| 14.  | Bournemouth             | 38 | 13 | 6  | 19 | 56 | 70 | 45 |
| 15.  | Burnley                 | 38 | 11 | 7  | 20 | 45 | 68 | 40 |
| 16.  | Southampton             | 38 | 9  | 12 | 17 | 45 | 65 | 39 |
| 17.  | Brighton & Hove Albion  | 38 | 9  | 9  | 20 | 35 | 60 | 36 |
| 18.  | Cardiff City (R)        | 38 | 10 | 4  | 24 | 34 | 69 | 34 |
| 19.  | Fulham (R)              | 38 | 7  | 5  | 26 | 34 | 81 | 26 |
| 20.  | Huddersfield Town (R)   | 38 | 3  | 7  | 28 | 22 | 76 | 16 |

|  | Přímý postup do Ligy Mistrů         |
|  | Přímý postup do Evropské Ligy       |
|  | Postup do 2. předkola Evropské Ligy |
|  | Sestup do EFL Championship          |

Poznámky
1. 1 2  Jelikož vítěz FA cupu a EFL Cup Manchester City se kvalifikoval do evropských pohárů i z ligy, tak jeho místa v evropských pohárech připadla 6. a 7. týmu anglické ligy.

## Statistiky

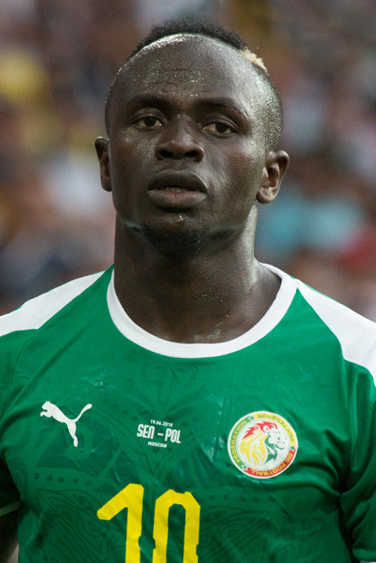
Sadio Mané byl, spolu s Pierrem-Emerickem Aubameyangem a Mohamedem Salahem, nejlepším střelcem soutěže s 22 vstřelenými brankami.

### Střelci

#### Nejlepší střelci
|     | Hráč                      | Klub                    | Góly |
| --- | ------------------------- | ----------------------- | ---- |
| 1.  | Pierre-Emerick Aubameyang | Arsenal                 | 22   |
| 1.  | Sadio Mané                | Liverpool               | 22   |
| 1.  | Mohamed Salah             | Liverpool               | 22   |
| 4.  | Sergio Agüero             | Manchester City         | 21   |
| 5.  | Jamie Vardy               | Leicester City          | 18   |
| 6.  | Harry Kane                | Tottenham Hotspur       | 17   |
| 6.  | Raheem Sterling           | Manchester City         | 17   |
| 8.  | Eden Hazard               | Chelsea                 | 16   |
| 9.  | Callum Wilson             | Bournemouth             | 14   |
| 10. | Raúl Jiménez              | Wolverhampton Wanderers | 13   |
| 10. | Alexandre Lacazette       | Arsenal                 | 13   |
| 10. | Glenn Murray              | Brighton & Hove Albion  | 13   |
| 10. | Paul Pogba                | Manchester United       | 13   |
| 10. | Richarlison               | Everton                 | 13   |
| 10. | Gylfi Sigurðsson          | Everton                 | 13   |

#### Hattricky

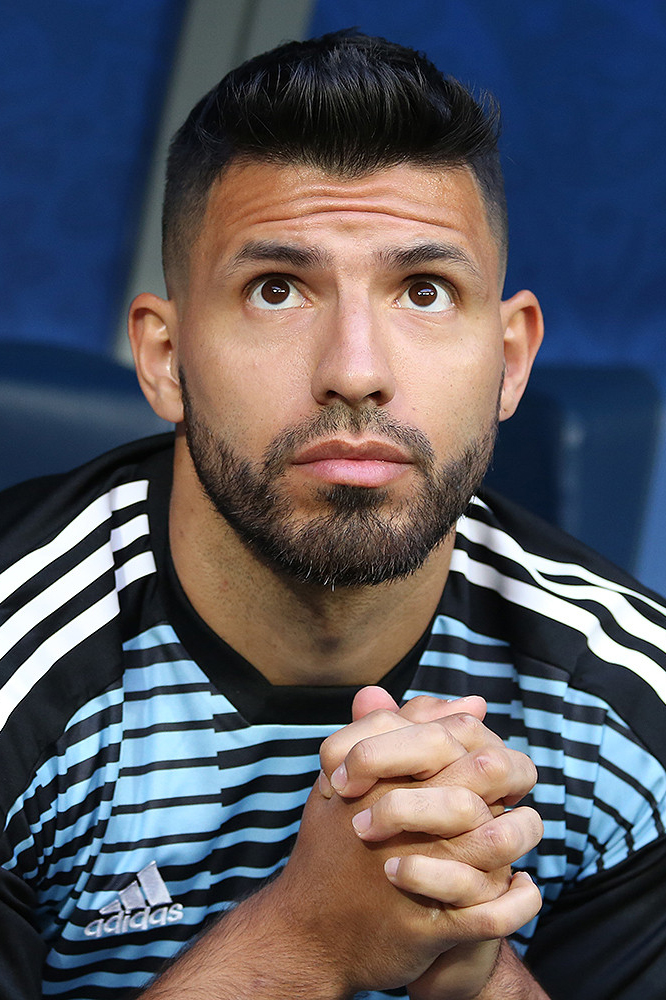
Sergio Agüero vstřelil v této sezóně tři hattricky jako jediný hráč.

| Hráč            | Klub                    | Soupeř            | Skóre   | Datum             | Ref.   |
| --------------- | ----------------------- | ----------------- | ------- | ----------------- | ------ |
| Sergio Agüero   | Manchester City         | Huddersfield Town | 6:1 (D) | 19. srpna 2018    | [ 5 ]  |
| Eden Hazard     | Chelsea                 | Cardiff City      | 4:1 (D) | 15. září 2018     | [ 6 ]  |
| Mohamed Salah   | Liverpool               | Bournemouth       | 4:0 (H) | 8. prosince 2018  | [ 7 ]  |
| Roberto Firmino | Liverpool               | Arsenal           | 5:1 (D) | 29. prosince 2018 | [ 8 ]  |
| Diogo Jota      | Wolverhampton Wanderers | Leicester City    | 4:3 (D) | 19. ledna 2019    | [ 9 ]  |
| Sergio Agüero   | Manchester City         | Arsenal           | 3:1 (D) | 3. února 2019     | [ 10 ] |
| Sergio Agüero   | Manchester City         | Chelsea           | 6:0 (D) | 10. února 2019    | [ 11 ] |
| Gerard Deulofeu | Watford                 | Cardiff City      | 5:1 (H) | 22. února 2019    | [ 12 ] |
| Raheem Sterling | Manchester City         | Watford           | 3:1 (D) | 9. března 2019    | [ 13 ] |
| Lucas Moura     | Tottenham Hotspur       | Huddersfield Town | 4:0 (D) | 13. dubna 2019    | [ 14 ] |
| Ayoze Pérez     | Newcastle United        | Southampton       | 3:1 (D) | 20. dubna 2019    | [ 15 ] |

Poznámky
4 Hráč vstřelil 4 góly
(D) – Domácí tým
(H) – Hostující tým

#### Nejlepší asistenti

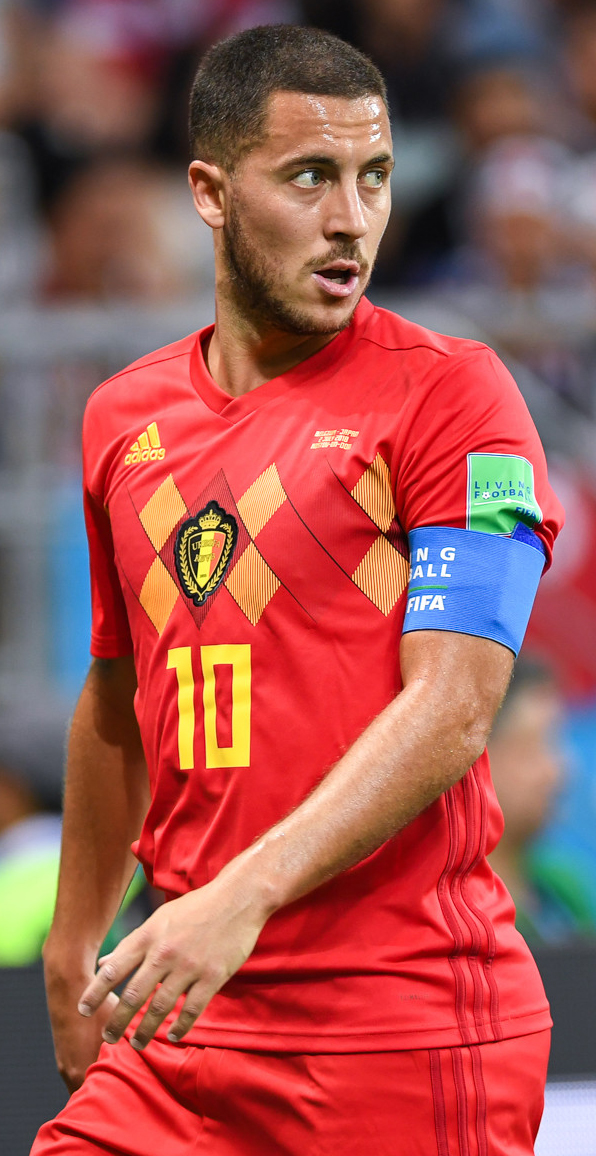
Eden Hazard asistoval na 15 gólů a získal ocenění Premier League Playmaker of the Season.

|     | Hráč                   | Klub                    | Asistence |
| --- | ---------------------- | ----------------------- | --------- |
| 1.  | Eden Hazard            | Chelsea                 | 15        |
| 2.  | Ryan Fraser            | Bournemouth             | 14        |
| 3.  | Trent Alexander-Arnold | Liverpool               | 12        |
| 3.  | Christian Eriksen      | Tottenham Hotspur       | 12        |
| 5.  | Andrew Robertson       | Liverpool               | 11        |
| 6.  | Leroy Sané             | Manchester City         | 10        |
| 6.  | Raheem Sterling        | Manchester City         | 10        |
| 8.  | Paul Pogba             | Manchester United       | 9         |
| 8.  | Callum Wilson          | Bournemouth             | 9         |
| 10. | Sergio Agüero          | Manchester City         | 8         |
| 10. | Alexandre Lacazette    | Arsenal                 | 8         |
| 10. | João Moutinho          | Wolverhampton Wanderers | 8         |
| 10. | Matt Ritchie           | Newcastle United        | 8         |
| 10. | Mohamed Salah          | Liverpool               | 8         |
| 10. | David Silva            | Manchester City         | 8         |

### Čistá konta

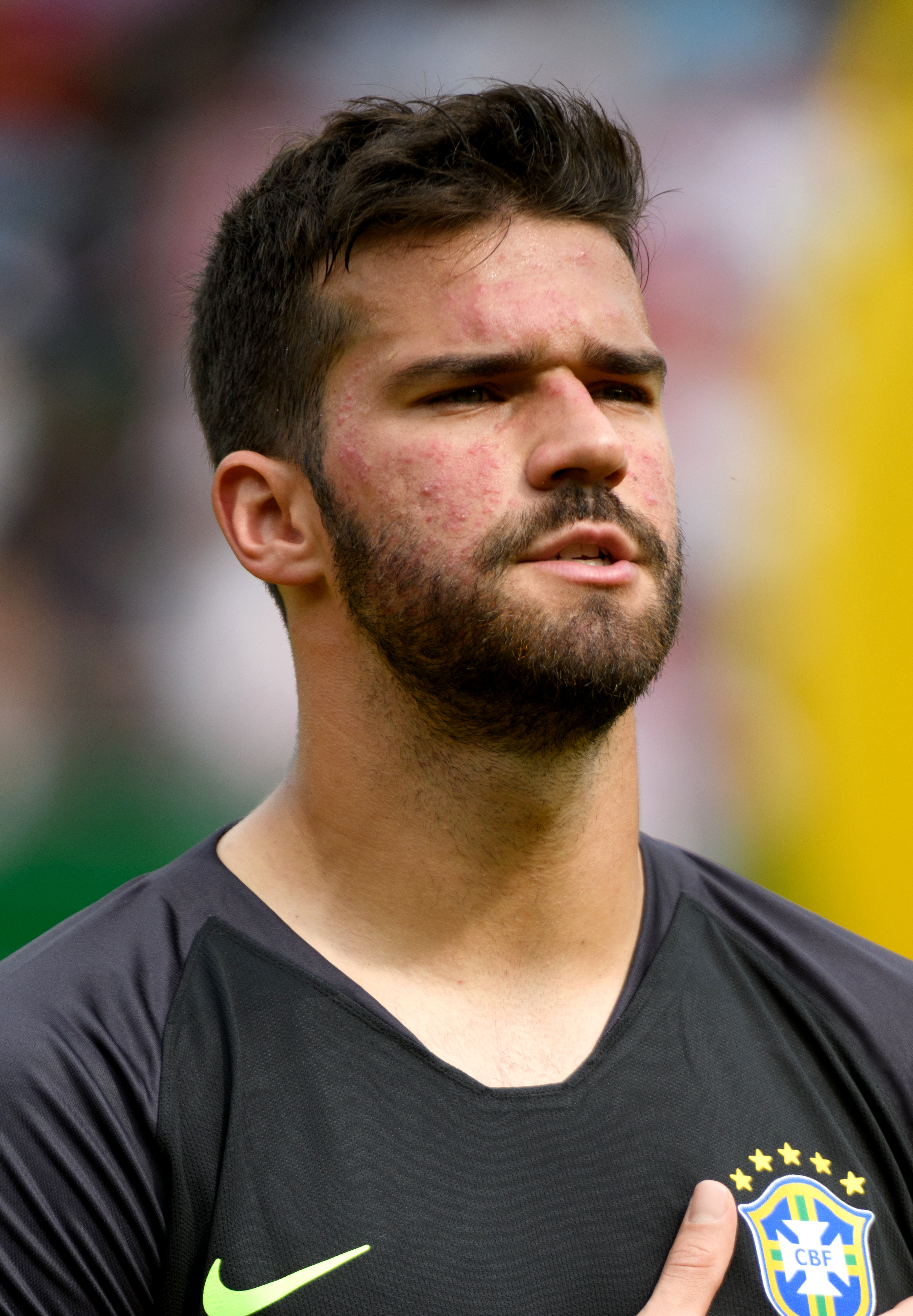
Alisson vyhrál Zlatou rukavici Premier League, když vychytal 21 čistých kont v dresu Liverpool.

|    | Hráč              | Klub                    | Čistá konta |
| -- | ----------------- | ----------------------- | ----------- |
| 1. | Alisson           | Liverpool               | 21          |
| 2. | Ederson           | Manchester City         | 20          |
| 3. | Kepa Arrizabalaga | Chelsea                 | 14          |
| 3. | Jordan Pickford   | Everton                 | 14          |
| 5. | Hugo Lloris       | Tottenham Hotspur       | 12          |
| 6. | Martin Dúbravka   | Newcastle United        | 11          |
| 7. | Neil Etheridge    | Cardiff City            | 10          |
| 7. | Kasper Schmeichel | Leicester City          | 10          |
| 9. | David de Gea      | Manchester United       | 7           |
| 9. | Łukasz Fabiański  | West Ham United         | 7           |
| 9. | Ben Foster        | Watford                 | 7           |
| 9. | Vicente Guaita    | Crystal Palace          | 7           |
| 9. | Rui Patrício      | Wolverhampton Wanderers | 7           |

### Disciplína

#### Hráči
- Nejvíce žlutých karet: 14[18]
  -  Étienne Capoue (Watford)

- Nejvíce červených karet: 2[19]
  -  Pierre-Emile Højbjerg (Southampton)
  -  Wes Morgan (Leicester City)

#### Klub
- Nejvíce žlutých karet: 77[20]
  - Watford

- Nejvíce červených karet: 5[21]
  - Leicester City

## Ocenění

### Měsíční
| Měsíc    | Trenér měsíce       | Trenér měsíce           | Hráč měsíce               | Hráč měsíce       | Gól měsíce        | Gól měsíce             | Reference            |
| Měsíc    | Trenér              | Klub                    | Hráč                      | Klub              | Hráč              | Klub                   | Reference            |
| -------- | ------------------- | ----------------------- | ------------------------- | ----------------- | ----------------- | ---------------------- | -------------------- |
| Srpen    | Javi Gracia         | Watford                 | Lucas Moura               | Tottenham Hotspur | Jean Michaël Seri | Fulham                 | [ 22 ] [ 23 ] [ 24 ] |
| Září     | Nuno Espírito Santo | Wolverhampton Wanderers | Eden Hazard               | Chelsea           | Daniel Sturridge  | Liverpool              | [ 25 ] [ 26 ] [ 27 ] |
| Říjen    | Eddie Howe          | Bournemouth             | Pierre-Emerick Aubameyang | Arsenal           | Aaron Ramsey      | Arsenal                | [ 28 ] [ 29 ] [ 30 ] |
| Listopad | Rafael Benítez      | Newcastle United        | Raheem Sterling           | Manchester City   | Son Heung-min     | Tottenham Hotspur      | [ 31 ] [ 32 ] [ 33 ] |
| Prosinec | Jürgen Klopp        | Liverpool               | Virgil van Dijk           | Liverpool         | Andros Townsend   | Crystal Palace         | [ 34 ] [ 35 ]        |
| Leden    | Ole Gunnar Solskjær | Manchester United       | Marcus Rashford           | Manchester United | André Schürrle    | Fulham                 | [ 36 ] [ 37 ] [ 38 ] |
| Únor     | Pep Guardiola       | Manchester City         | Sergio Agüero             | Manchester City   | Fabian Schär      | Newcastle United       | [ 39 ] [ 40 ] [ 41 ] |
| Březen   | Jürgen Klopp        | Liverpool               | Sadio Mané                | Liverpool         | Anthony Knockaert | Brighton & Hove Albion | [ 42 ] [ 43 ] [ 44 ] |
| Duben    | Pep Guardiola       | Manchester City         | Jamie Vardy               | Leicester City    | Eden Hazard       | Chelsea                | [ 45 ] [ 46 ] [ 47 ] |

### Roční ocenění
| Ocenění                              | Vítěz           | Klub            |
| ------------------------------------ | --------------- | --------------- |
| Premier League Manager of the Season | Pep Guardiola   | Manchester City |
| Premier League Player of the Season  | Virgil van Dijk | Liverpool       |
| Premier League Goal of the Season    | Andros Townsend | Crystal Palace  |
| PFA Players' Player of the Year      | Virgil van Dijk | Liverpool       |
| PFA Young Player of the Year         | Raheem Sterling | Manchester City |
| Hráč roku dle FWA                    | Raheem Sterling | Manchester City |
| PFA Fans' Player of the Year         | Eden Hazard     | Chelsea         |

| PFA Team of the Year | PFA Team of the Year               | PFA Team of the Year               | PFA Team of the Year               | PFA Team of the Year              | PFA Team of the Year              | PFA Team of the Year              | PFA Team of the Year            | PFA Team of the Year            | PFA Team of the Year           | PFA Team of the Year           | PFA Team of the Year           | PFA Team of the Year           |
| -------------------- | ---------------------------------- | ---------------------------------- | ---------------------------------- | --------------------------------- | --------------------------------- | --------------------------------- | ------------------------------- | ------------------------------- | ------------------------------ | ------------------------------ | ------------------------------ | ------------------------------ |
| Brankář              | Ederson (Manchester City)          | Ederson (Manchester City)          | Ederson (Manchester City)          | Ederson (Manchester City)         | Ederson (Manchester City)         | Ederson (Manchester City)         | Ederson (Manchester City)       | Ederson (Manchester City)       | Ederson (Manchester City)      | Ederson (Manchester City)      | Ederson (Manchester City)      | Ederson (Manchester City)      |
| Obránci              | Trent Alexander-Arnold (Liverpool) | Trent Alexander-Arnold (Liverpool) | Trent Alexander-Arnold (Liverpool) | Aymeric Laporte (Manchester City) | Aymeric Laporte (Manchester City) | Aymeric Laporte (Manchester City) | Virgil van Dijk (Liverpool)     | Virgil van Dijk (Liverpool)     | Virgil van Dijk (Liverpool)    | Andrew Robertson (Liverpool)   | Andrew Robertson (Liverpool)   | Andrew Robertson (Liverpool)   |
| Záložníci            | Bernardo Silva (Manchester City)   | Bernardo Silva (Manchester City)   | Bernardo Silva (Manchester City)   | Bernardo Silva (Manchester City)  | Fernandinho (Manchester City)     | Fernandinho (Manchester City)     | Fernandinho (Manchester City)   | Fernandinho (Manchester City)   | Paul Pogba (Manchester United) | Paul Pogba (Manchester United) | Paul Pogba (Manchester United) | Paul Pogba (Manchester United) |
| Útočníci             | Raheem Sterling (Manchester City)  | Raheem Sterling (Manchester City)  | Raheem Sterling (Manchester City)  | Raheem Sterling (Manchester City) | Sergio Agüero (Manchester City)   | Sergio Agüero (Manchester City)   | Sergio Agüero (Manchester City) | Sergio Agüero (Manchester City) | Sadio Mané (Liverpool)         | Sadio Mané (Liverpool)         | Sadio Mané (Liverpool)         | Sadio Mané (Liverpool)         |

## Vítěz
| Premier League 2018/19 Manchester City (4. titul) |